# تئودئوس دوم
فِلاویوس تِئودوسیوس با نام کامل:فِلاویوس تِئودوسیوس جونیور آگوسْتوس (به لاتین: Flavius Theodosius Junior Augustus)‏ (زاده ۴۰۱ میلادی، درگذشته ۴۵۰ میلادی) امپراتور بیزانس بود که بیشتر به خاطر قوانینی که از او به جا مانده (قوانین تئودوسیوس) و دیوارهای کنستانتینپولیس شناخته شده است، وی بر اثر افتادن از اسب در گذشت.
او فرزند آرکادیوس و نوه تئودوسیوس یکم آخِرین امپراتور امپراتوری روم بزرگ بود.

## تئودوسیوس و یزدگرد یکم
آرکادیوس امپراتور روم شرقی و پدر تئودوسیوس که در هنگام مرگ نگران فرمانروایی پسرش بود، از یزدگرد یکم شاهنشاه ایران خواست تا سرپرست(پدرخوانده) تئودوسیوس شود. یزدگرد نیز این خواسته را پذیرفت و یکی از خدمتگزاران خود را برای پرورش تئودوسیوس به قُسْطَنْطَنیه فرستاد. شاهنشاه ایرانی اعلام کرد دشمنان تئودوسیوس دشمنان ایران هستند.

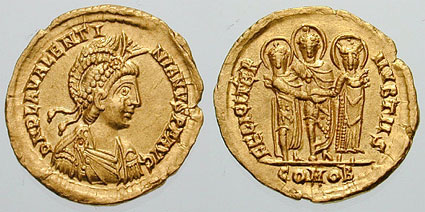
سکه‌ای که در تسالونیکی (یونان) ضرب شده و نمایندهٔ مراسم ازدواج والنتینیان امپراتور روم غربی با لیسینیا یودوکسیا دختر تئودوسیوس دوّم است. پشت سکه این سه تن را نشان می‌دهد.

| پیشین: آرکادیوس | امپراتور بیزانس ۴۰۸میلادی - ۴۵۰میلادی | بعدی: مارسیان |